# 露頭

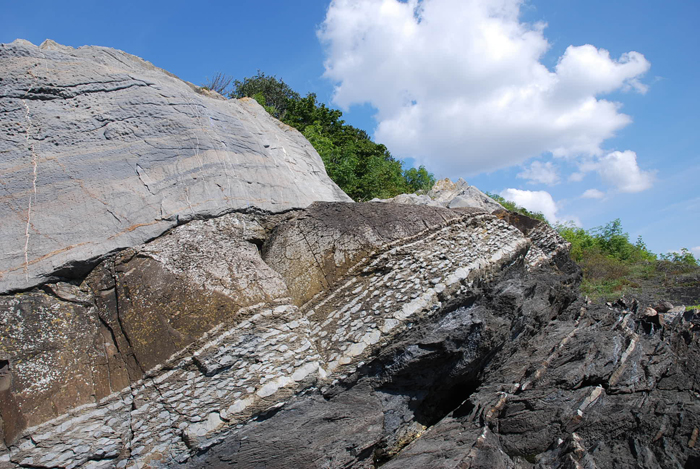
自然な場所の例（オルドビス紀・シルル紀の境界面露頭。ノルウェーのオスロ・フィヨルドに浮かぶHovedøya島）

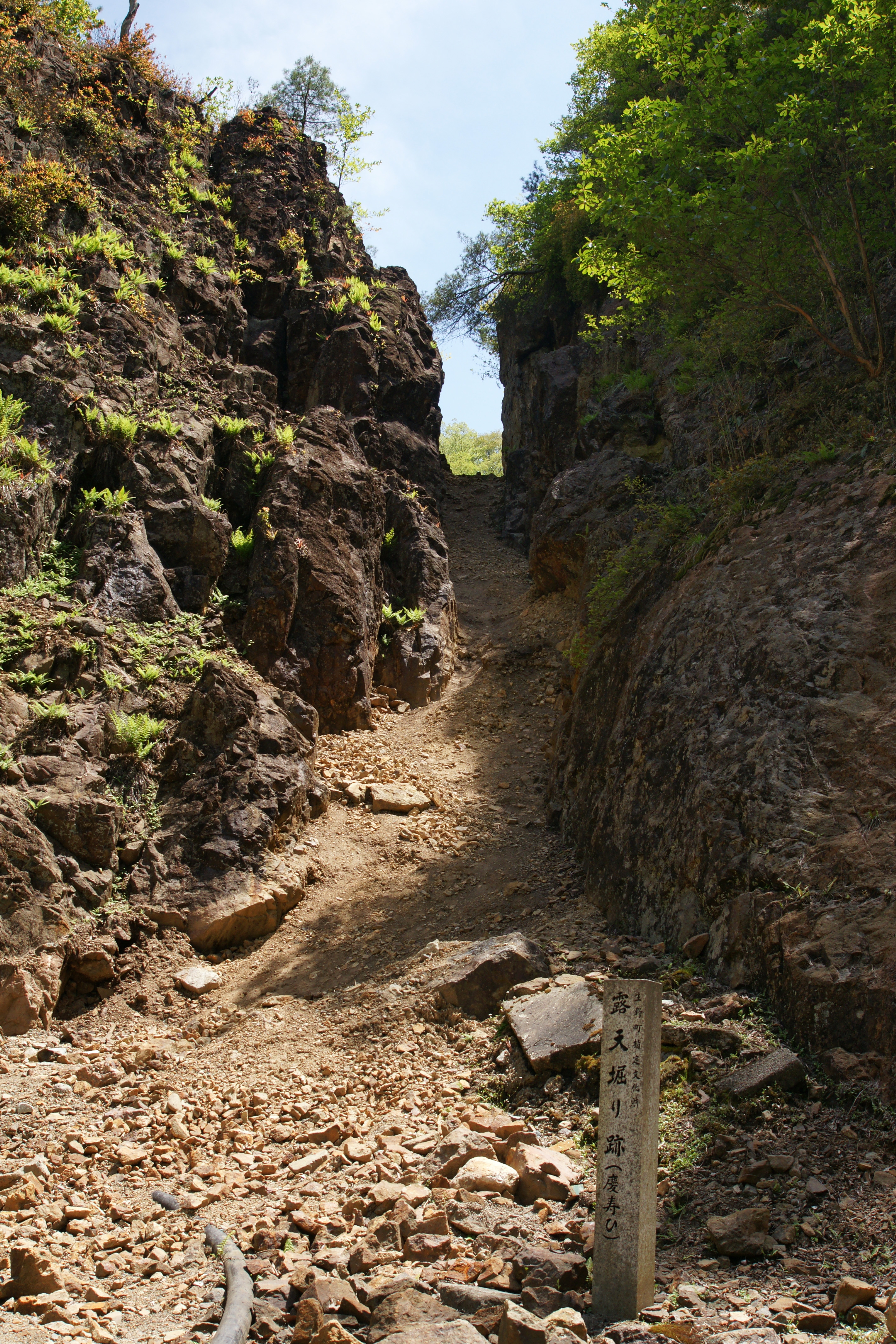
鉱山の例（生野銀山）

露頭（ろとう、英: outcrop、英: exposure）とは、野外において地層・岩石が露出している場所。
海岸の崖、河床など自然な場所のほか、林道などの切り割り、工事現場など人工的に露出している場所も含む。鉱山では、鉱物が露出している面を指すこともある。
地質学の野外調査では露頭を観察することが中心となる。露頭からは地層の上下関係、化石や鉱物の産状をはじめとする様々な地質についての情報を得ることができる。そのため、地質学者たちは海岸や沢、林道に沿って地質調査を行う。

## 鉱石の露頭
日本
- 松尾鉱山（岩手県） - 硫黄の露天掘りが行われた。
- 夕張岳（北海道） - 石炭の露頭が発見され、大規模な炭鉱に発展した。
- 岩尾別川（北海道） - 上流部に褐鉄鉱の大規模な露頭が存在する。

## 地層の露頭
日本
- 中央構造線北川露頭・安康露頭（長野県上伊那郡大鹿村）
- 中央構造線板山露頭・溝口露頭（長野県伊那市長谷）
- 月出露頭（三重県松阪市）[1]
- 伊豆大島地層大切断面（東京都大島町）